# Cântec oriental
„Cântec oriental” este o poezie alcătuită din două strofe cu câte opt versuri, scrisă de George Coșbuc și publicată pentru prima dată în 1893 în volumul Balade și idile.